# 2 Become 1
"2 Become 1" là một bài hát của nhóm nhạc nữ Anh quốc Spice Girls nằm trong album phòng thu đầu tay của nhóm, Spice (1996). Nó được phát hành như là đĩa đơn thứ ba trích từ album vào ngày 16 tháng 12 năm 1996 bởi Virgin Records. Được sản xuất bởi Matt Rowe và Richard Stannard, những người đồng viết lời bài hát với các thành viên trong nhóm, bài hát được lấy cảm hứng từ mối quan hệ đặc biệt giữa thành viên Geri Halliwell và Rowe trong quá trình viết nên nó. "2 Become 1" là một bản pop ballad, trong đó sử dụng nhiều loại nhạc cụ khác nhau như ghi-ta, ghi-ta điện và các nhạc cụ dây.
Sau khi phát hành, bài hát nhận được những phản ứng tích cực từ các nhà phê bình âm nhạc và là một thành công lớn về mặt thương mại. Nó đứng đầu bảng xếp hạng ở Vương quốc Anh trong ba tuần, trở thành đĩa đơn quán quân thứ ba liên tiếp của nhóm, là đĩa đơn thứ hai của họ đạt được một triệu bản tiêu thụ cũng như là đĩa đơn quán quân mùa Giáng sinh đầu tiên của họ tại đây. Ngoài ra, "2 Become 1" cũng đứng đầu bảng xếp hạng ở Ireland và Tây Ban Nha, và lọt vào top 10 ở hầu hết những quốc gia nó xuất hiện, bao gồm vươn đến top 5 ở Úc, Bỉ (Wallonia), Canada, Hà Lan, Pháp, New Zealand và Na Uy. Được phát hành tại Hoa Kỳ vào ngày 25 tháng 7 năm 1997, nó đạt vị trí thứ tư trên bảng xếp hạng Billboard Hot 100 và nhận được chứng nhận Vàng bởi Hiệp hội Công nghiệp ghi âm Mỹ (RIAA).
Video ca nhạc của "2 Become 1" được đạo diễn bởi Big TV!, trong đó nhóm xuất hiện ở nhiều địa điểm khác nhau quanh Quảng trường Thời đại ở Thành phố New York với những chiếc xe đang di chuyển nhanh. Để quảng bá bài hát, Spice Girls đã trình diễn nó trên nhiều chương trình như Bravo Supershow, GMTV, Live & Kicking, Noel's House Party, và Top of the Pops cũng như trong tất cả các chuyến lưu diễn trong sự nghiệp của họ. Một phiên bản tiếng Tây Ban Nha của bài hát, mang tựa đề "2 Become 1" (bản tiếng Tây Ban Nha) với sự tham gia hỗ trợ viết lời từ N. Maño, đã được phát hành trong những ấn phẩm ở Nam Mỹ, Nam Phi và tái bản đặc biệt ở Tây Ban Nha của Spice. Nó cũng được hát lại bởi nhiều nghệ sĩ khác nhau.

## Danh sách bài hát
| - Đĩa CD #1 tại Anh quốc/Đĩa CD tại Úc, Brazil, châu Âu và Nam Phi 1. "2 Become 1" (bản đĩa đơn) – 4:05 2. "2 Become 1" (bản dàn nhạc) – 4:05 3. "One of These Girls" – 3:33 4. "Wannabe" (Junior Vasquez Remix chỉnh sửa) – 5:57 - Đĩa CD #2 tại Anh quốc 1. "2 Become 1" (bản đĩa đơn) – 4:05 2. "2 Become 1" (Dave Way Remix) – 4:01 3. "Sleigh Ride" – 3:18 - Đĩa CD #2 tại châu Âu/Đĩa CD tại Pháp 1. "2 Become 1" (bản đĩa đơn) – 4:05 2. "2 Become 1" (bản dàn nhạc) – 4:05 - Đĩa CD tại Nhật 1. "2 Become 1" (bản đĩa đơn) – 4:05 2. "2 Become 1" (bản dàn nhạc) – 4:05 3. "One of These Girls" – 3:33 4. "Sleigh Ride" – 3:18 | - Đĩa CD #1 tại Hoa Kỳ 1. "2 Become 1" (bản đĩa đơn) – 4:05 2. "One of These Girls" – 3:33 - Đĩa CD #2 tại Hoa Kỳ 1. "2 Become 1" (bản đĩa đơn) – 4:05 2. "2 Become 1" (Dave Way Remix) – 4:01 3. "One of These Girls" – 3:33 4. "2 Become 1" (bản tiếng Tây Ban Nha) – 4:05 5. "2 Become 1" (bản dàn nhạc) – 4:05 - Đĩa 12" tại Tây Ban Nha 1. A1: "2 Become 1" (bản đĩa đơn) – 4:05 2. A2: "2 Become 1" (bản dàn nhạc) – 4:05 3. B1: "Wannabe" (Junior Vasquez Remix chỉnh sửa) – 5:57 4. B2: "One of These Girls" – 3:33 - Đĩa 12" tại Anh quốc 1. A1: "2 Become 1" (Dave Way Remix) – 4:01 2. B1: "Wannabe" (Junior Vasquez Remix chỉnh sửa) – 5:57 3. B2: "Wannabe" (Junior Vasquez Gomix Dub) – 6:36 |

## Xếp hạng
| Bảng xếp hạng (1996-97)               | Vị trí cao nhất |
| ------------------------------------- | --------------- |
| Úc (ARIA)                             | 2               |
| Áo (Ö3 Austria Top 40)                | 9               |
| Bỉ (Ultratop 50 Flanders)             | 11              |
| Bỉ (Ultratop 50 Wallonia)             | 5               |
| Canada (RPM)                          | 3               |
| Đan Mạch (Tracklisten)                | 7               |
| Châu Âu (European Hot 100 Singles)    | 2               |
| Phần Lan (Suomen virallinen lista)    | 9               |
| Pháp (SNEP)                           | 4               |
| Đức (Official German Charts)          | 13              |
| Ireland (IRMA)                        | 1               |
| Ý (Musica e dischi)                   | 9               |
| Hà Lan (Dutch Top 40)                 | 3               |
| Hà Lan (Single Top 100)               | 2               |
| New Zealand (Recorded Music NZ)       | 3               |
| Na Uy (VG-lista)                      | 3               |
| Scotland (OCC)                        | 1               |
| Tây Ban Nha (AFYVE)                   | 2               |
| Thụy Điển (Sverigetopplistan)         | 7               |
| Thụy Sĩ (Schweizer Hitparade)         | 10              |
| Anh Quốc (OCC)                        | 1               |
| Hoa Kỳ Billboard Hot 100              | 4               |
| Hoa Kỳ Adult Contemporary (Billboard) | 8               |
| Hoa Kỳ Adult Pop Airplay (Billboard)  | 27              |
| Hoa Kỳ Pop Airplay (Billboard)        | 4               |
| Hoa Kỳ Rhythmic (Billboard)           | 4               |

| Bảng xếp hạng (1996)                 | Vị trí |
| ------------------------------------ | ------ |
| UK Singles (Official Charts Company) | 10     |
| Bảng xếp hạng (1997)                 | Vị trí |
| Australia (ARIA)                     | 32     |
| Belgium (Ultratop 50 Flanders)       | 72     |
| Belgium (Ultratop 50 Wallonia)       | 65     |
| Canada Top Singles (RPM)             | 25     |
| Europe (European Hot 100)            | 19     |
| France (SNEP)                        | 41     |
| Germany (Official German Charts)     | 72     |
| Italy (FIMI)                         | 73     |
| Netherlands (Dutch Top 40)           | 69     |
| Netherlands (Single Top 100)         | 85     |
| New Zealand (Recorded Music NZ)      | 37     |
| Sweden (Sverigetopplistan)           | 96     |
| Switzerland (Schweizer Hitparade)    | 21     |
| UK Singles (Official Charts Company) | 35     |
| US Billboard Hot 100                 | 35     |

| Bảng xếp hạng (1990–99)              | Vị trí |
| ------------------------------------ | ------ |
| UK Singles (Official Charts Company) | 24     |

## Chứng nhận
| Quốc gia                                                                           | Chứng nhận | Số đơn vị/doanh số chứng nhận |
| ---------------------------------------------------------------------------------- | ---------- | ----------------------------- |
| Úc (ARIA)                                                                          | Bạch kim   | 70.000^                       |
| Bỉ (BEA)                                                                           | Vàng       | 0*                            |
| Pháp (SNEP)                                                                        | Vàng       | 300,000                       |
| New Zealand (RMNZ)                                                                 | Vàng       | 15,000*                       |
| Na Uy (IFPI)                                                                       | Vàng       | 5.000*                        |
| Anh Quốc (BPI)                                                                     | Bạch kim   | 1,140,000                     |
| Hoa Kỳ (RIAA)                                                                      | Vàng       | 700,000                       |
| * Chứng nhận dựa theo doanh số tiêu thụ. ^ Chứng nhận dựa theo doanh số nhập hàng. |            |                               |